# Zotalemimon legalovi
Zotalemimon legalovi (лат.) — вид жуков рода Zotalemimon из подсемейства ламиины (Lamiinae, Cerambycidae). Эндемик Филиппин (остров Палаван).

## Описание
Жуки мелкого размера, вытянутой формы, слабо выпуклые. Длина тела от 8,6 до 12,0 мм, ширина около 3 мм. Основная окраска тела чёрная с серебристо-серым и желтоватым опушением. Голова направлена вниз, уплощённая, поперечная, со слегка выпуклыми глазами. Усики темно-коричневые. Переднеспинка чёрная, субцилиндрическая, с очень густым серебристо-серым и желтоватым опушением, с очень грубой и глубокой вдавленной пунктировкой и морщинами. Базальные углы переднеспинки нечёткие. Верхушечный край переднеспинки широко вдавлен; базальный край слегка вогнутый за базальными углами, с очень узким поперечным вдавлением. Дорзальный диск переднеспинки с пятью массивными продольными килями; базальные стороны центрального киля белые. Надкрылья параллельносторонние, с неровной поверхностью: за скутеллюмом и перед серединой вдавлены; чёрные, слегка уплощённые сверху, с видимыми вздутиями-горбами за плечами, с килевидным, узким, уплощённым верхушечным возвышением по шву, с очень грубой пунктировкой и мелкими, продолговатыми, темными бугорками. Вентральная поверхность блестящая.

## Систематика и этимология
Вид был впервые описан в 2021 году латвийским колеоптерологом Арвидом Баршевским (Даугавпилсский университет, Coleopterological Research Center, Даугавпилс, Латвия) по типовому материалу с острова Палаван (Филиппины) и включён в состав рода Zotalemimon из трибы Desmiphorini (подсемейство ламиины, Lamiinae). Род Zotalemimon ранее включал около 20 видов, распространённых в Палеарктике и Юго-Восточной Азии. Новый вид близок к Z. borneoticum (Breuning, 1969) (с острова Борнео), от которого он отличается более бледной окраской надкрылий и более крупным, широким, менее изогнутым, наклонным дорсолатеральным предвершинным пятном. Видовое название Z. legalovi дано в честь энтомолога Андрея Александровича Легалова (Институт систематики и экологии животных СО РАН, Новосибирск) за его вклад в изучение систематики жуков-долгоносиков.